# Trichocolletes daviesiae
Trichocolletes daviesiae är en biart som beskrevs av Rayment 1931. Trichocolletes daviesiae ingår i släktet Trichocolletes och familjen korttungebin. Inga underarter finns listade i Catalogue of Life.

## Bildgalleri

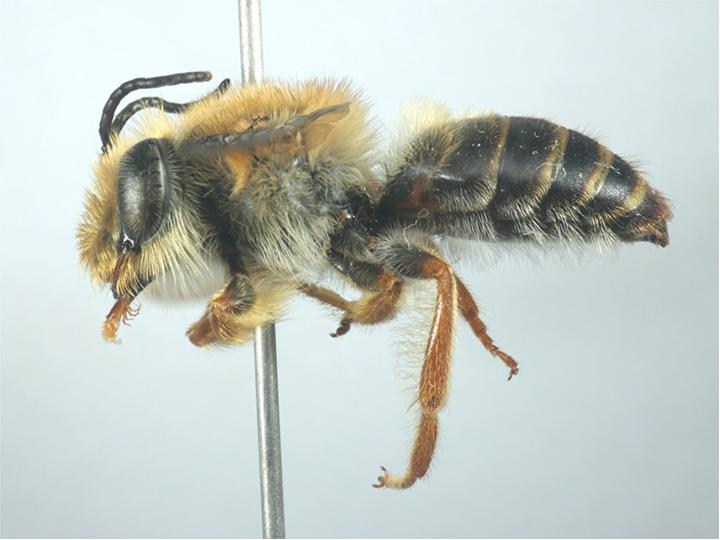